# Spiritpact
Spiritpact (en chino, 灵契; pinyin, Ling Qi), también conocido como Soul Contract, es un manhua en línea escrito e ilustrado por Pingzi. Es publicado por Tencent Holdings en su revista Tencent Comic. Una adaptación a serie de anime escrita por Reiko Torii y dirigida por Li Haolin fue estrenada en China el 21 de junio de 2016, y consta de veinte episodios. Un doblaje japonés de la serie fue producido por Emon y emitido el 7 de enero de 2017 por Tokyo MX. Ha sido licenciada en Estados Unidos por Crunchyroll.

## Argumento
Yang Jing-hua es un joven pobre originario de China que vive solo y perdió a sus padres. Toda su vida pudo ver espíritus debido a que su familia desciende de exorcistas, pero a lo que él se dedica es a ver y adivinar el futuro. Un día, cansado de vivir una vida miserable y mientras va cruzando la calle, Jing-hua es arrollado por un camión y muere. Sin embargo, su alma sale de su cuerpo y conoce a Duanmu Xi, un misterioso hombre que le dice que tiene siete días antes de convertirse en un espíritu maligno y que para evitarlo, le ofrece convertirse en su "imagen alma".

## Personajes
- Yang Jing-hua (en chino, 楊敬華), Keika Yō (ヨウ ケイカ Yō Keika?) (japonés)

Voz por: Li Lanling, Yūichi Iguchi (japonés)
- Duanmu Xi (en chino, 端木煕), Ki Tanmoku (タンモク キ Tanmoku Ki?) (japonés)

Voz por: Liu Mingyue, Shunsuke Takeuchi (japonés)
- Qin Shi-yao (en chino, 秦詩瑤), Shiyou Shin (シン シヨウ Shin Shiyou?) (japonés)

Voz por: Rumi Ōkubo (japonés)

## Música
El tema de apertura es "MUGENDAI" (无限大) por Yu Jiaoyan mientras que el tema de cierre es "Endless Stories" por RiyO.